# Келлиман, Омари
Ома́ри Джа́миан Ке́ллиман (англ. Omari Jamian Kellyman; родился 15 сентября 2005) — английский футболист, полузащитник клуба Премьер-лиги «Челси».

## Клубная карьера
С 2012 по 2022 год выступал за футбольную академию клуба «Дерби Каунти».
В марте 2022 года присоединился к футбольной академии клуба «Астон Вилла», заплатившей за его переход 600 тысяч фунтов. В сентябре того же года подписал свой первый профессиональный контракт с бирмингемским клубом.
31 августа 2023 года дебютировал в основном составе «Астон Виллы» в матче Лиги конференций УЕФА против шотландского клуба «Хиберниан», в котором отметился голевой передачей.

## Карьера в сборной
Играл за сборные Северной Ирландии до 17 и до 18 лет, но впоследствии начал выступать за юношеские сборные Англии.

## Личная жизнь
Родился в Дерби, его отец родом из Ганы, а мать — из Северной Ирландии.